# Celmo Lazzari
Celmo Lazzari CSJ (* 16. Juni 1956 in Garibaldi) ist ein brasilianischer römisch-katholischer Ordensgeistlicher und Apostolischer Vikar von Napo.

## Leben
Celmo Lazzari trat der Ordensgemeinschaft der Josephiner vom hl. Leonardo Murialdo bei und empfing am 18. Dezember 1982 die Priesterweihe.
Papst Benedikt XVI. ernannte ihn am 11. Juni 2010 zum Apostolischen Vikar von Napo in Ecuador und zum Titularbischof von Muzuca in Proconsulari. Der emeritierte Apostolische Vikar von Napo, Paolo Mietto CSJ, weihte ihn am 9. Oktober desselben Jahres zum Bischof; Mitkonsekratoren waren Nei Paulo Moretto, Bischof von Caxias do Sul, und Alessandro Carmelo Ruffinoni CS, Koadjutorbischof von Caxias do Sul.
Papst Franziskus bestellte ihn am 21. November 2013 zum Apostolischen Vikar von San Miguel de Sucumbíos. Am 23. Oktober 2024 ernannte ihn Papst Franziskus erneut zum Apostolischen Vikar von Napo. Die Amtseinführung erfolgte am 7. Januar 2025.